# فريدي لويكس
فريدي لويكس مواليد 10 نوفمبر 1970 في بلجيكا، هو سائق راليات بلجيكي بدأ مسيرته في سنة 1993. شارك في بطولة العالم للراليات. شارك في رالي التحدي عبر القارات. صعد على المنصة 3 مرات خلال مسيرته.

## فرق مثلها
- تويوتا
- ميتسوبيشي
- بيجو

## روابط خارجية
- فريدي لويكس على موقع Rallye-info.com (الإنجليزية)
- فريدي لويكس على موقع eWRC-results.com (الإنجليزية)